# کریستتا کامرفورد
کریستتا کامرفورد (انگلیسی: Cristeta Comerford؛ زادهٔ ۲۷ اکتبر ۱۹۶۲) سرآشپز فیلیپینی - آمریکایی است که از سال ۲۰۰۵، سرآشپز ارشد کاخ سفید بوده‌است. او اولین زن و اولین آسیایی‌تباری است که عهده‌دار این سمت بوده‌است.